# Assaâd Bouab
Assaâd Bouab (Aurillac, 31 de julio de 1980) es un actor franco-marroquí.

## Biografía
Bouab nació el 31 de julio de 1980, su familia la compone su padre, marroquí, quien es gerente general de una fábrica de cemento y su madre, francesa, se dedica a la industria hidráulica como directora de Campus France. Él es el hermano de Younes Bouab, también actor.
Se trasladó a París en 1998 después de haber pasado toda su infancia en Marruecos y obtener su bachillerato en el Liceo Descartes en Rabat. Después realizó desprende tres años de formación en teatro, en el Cours Florent de 1999 a 2002, con profesores como Pierre Guillois, Jérôme Dupleix, Jerónimo Léguillier, Arena Workman, Gilles Bourdos
Se presentó en 2002 en el concurso del Conservatorio de París (CNSAD), donde fue admitido. Se graduó en 2006. Bouab ha participado como actor en cine, teatro y televisión.
Está casado a Sarah, una franco-marroquí que ejerce el oficio de consejera de orientación, tienen una hija.

## Teatro
- 1997: Un sombrero de paja de Italia por Labiche, dirigida por Jacques Mandréa, Salle Bahnini Rabat (Marruecos)
- 1998: Zadig de Voltaire, dirigida por Jacques Mandréa, teatro Mohammed V en Rabat (Marruecos)
- 2002: Ola(s) para el alma, creación inspirada en el Despertar de La primavera por Frank Wedekind, dirigida por Jean-Pierre Garnier, en el papel de Melchior, en el Teatro de la Escuela Florent
- 2003: 
  - La Noche de reyes de William Shakespeare, en el papel de un cortesano, dirigida por Andrzej Seweryn ;
  - La Reine écartelée por Cristiano Siméon, en el papel de Varnet, en el Teatro de la Escuela Florent
- 2004: Hipólito de Robert Garnier y la Phèdre de Jean Racine, dirigida por Nada Strancar, el teatro del Conservatorio ;
- 2005: El habla popular y la mujer estrafalaria de Goldoni, el papel del padre, y el siervo, dirigida por Muriel Mayette, el teatro del Conservatorio
- 2009: El arado y las estrellas por Sean O''casey, dirigido por Irene Bonnaud, el papel de Jack, el marido
- 2011: las mil y una noche (de Las Mil y Una Noches), Tim Supple y Hanan sharm El-Sheikh. Dirigida por Tim Supple. En el papel de Shahryar y Harun al-Rachid
- 2017: Las Tres Hermanas de Anton Chéjov, adaptación del texto y dirigida por Simón Stone, Teatro del Odéon y, posteriormente de gira.

## Filmografía
| Año  | Título                         | Rol             | Director                              | Notas                            |
| ---- | ------------------------------ | --------------- | ------------------------------------- | -------------------------------- |
| 2000 | 9 Minutos y 41                 |                 | Ali Benchakroun                       | cortometraje                     |
| 2001 | Todos contra Léo               | Aymeric         | Christophe Honoré                     | película de televisión           |
| 2002 | Seventeen Times Cecile Cassard | servidor        | Christophe Honoré                     |                                  |
| 2003 | Phares dans la nuit            | el extraño      | Laurence Côte                         | cortometraje                     |
| 2005 | Marock                         | Mao             | Laïla Marrakchi                       |                                  |
| 2005 | Zaïna, cavalière de l'Atlas    | Kadour          | Bourlem Guerdjou                      |                                  |
| 2006 | Indigènes                      | Larbi           | Rachid Bouchareb                      |                                  |
| 2007 | Whatever Lola Wants            | Zack            | Nabil Ayouch                          |                                  |
| 2007 | Une famille formidable         | Walid           | Joël Santoni                          | serie de televisión (1 Episodio) |
| 2008 | Kandisha                       | The Cabalist    | Jérôme Cohen-Olivar                   |                                  |
| 2009 | Rosa y negro                   | Flocon          | Gérard Jugnot                         |                                  |
| 2010 | Hors-la-loi                    | Ali             | Rachid Bouchareb                      |                                  |
| 2012 | Road Nine                      | Yanis           | Sebastien Rossi                       |                                  |
| 2013 | Le clan des Lanzac             | Brahim Hassani  | Josée Dayan                           | TV Movie                         |
| 2014 | Fadhma N'Soumer                | Boubaghla       | Belkacem Hadjadj                      |                                  |
| 2014 | Terra X                        |                 | Nina Koshofer & Judith Voelker        | serie de televisión (1 Episodio) |
| 2015 | Queen of the Desert            | Sheik           | Werner Herzog                         |                                  |
| 2015 | Made in France                 | The imam        | Nicolas Boukhrief                     |                                  |
| 2015 | Le chant des hommes            | H               | Bénédicte Liénard & Mary Jimenez      |                                  |
| 2015 | Homeland                       | Waleed          | Lesli Linka Glatter                   | serie de televisión (1 Episodio) |
| 2015 | Tyrant                         | Commander Naga  | Ciaran Donnelly                       | serie de televisión (1 Episodio) |
| 2015 | Le Princess                    | Jalil Djebli    | Lucie Borleteau                       | serie de televisión (1 Episodio) |
| 2016 | Ali and Nino                   | Ilyas           | Asif Kapadia                          |                                  |
| 2016 | Braquo                         | Redouane Buzoni | Xavier Palud                          | serie de televisión (6 Episodio) |
| 2016 | Ghoul                          | Jad             | Jean Luc Herbulot, Mehdi El Azam, ... | serie de televisión (8 Episodio) |
| 2017 | Call My Agent!                 | Hicham Janowski | Laurent Tirard                        | serie de televisión              |
| 2019 | La Bahía del Silencio          | Pierre Laurent  | Paula van der Oeste                   |                                  |

### Premios
- Talentos de Cannes Adami 2003, con Elsa Kikoïne, por los Faros en la noche de Laurence Côte